# Feketéllő harangláb
A feketéllő harangláb (Aquilegia nigricans) a boglárkafélék családjába tartozó, Közép- és Délkelet-Európa hegy- és dombvidékein honos, kékeslila virágú növény.

## Megjelenése
A feketéllő harangláb 20–60 cm magas, lágyszárú, hemikriptofita, évelő növény. Szára egyenesen felálló, elágazó, többnyire mirigyszőrös. Levelei kétszeresen vagy háromszorosan összetettek, az 1–5 cm hosszú levélkék kb. a közepükig behasítottak.
Május-júliusban virágzik. A bókoló virágok kékeslilák vagy ibolyáskékek, ritkán rózsaszínűek; magányosan vagy néhány tagból álló fürtben virítanak. Virágszerkezete egészen sajátos: öt csészelevele sziromszerű, míg az öt sziromlevél hosszú nektártartó sarkantyúval ellátott mézfejtővé alakult át.
Termése tüszőtermés, július-augusztusban érik be.
Kromoszómaszáma 2n=14.
Virága miatt más magyarországi fajjal nem téveszthető össze, esetleg más, kertben dísznövényként termesztett és kivadult haranglábfaj hasonlíthat hozzá. Levelei hasonlítanak az erdei borkóróéhoz (Thalictrum aquilegifolium).

## Elterjedése és termőhelye
Közép- és Délkelet-Európa hegyvidékein honos Ausztriában, a Déli- és Keleti-Kárpátokban és a Balkánon Görögországig. Magyarországon az Északi-középhegység, Aggteleki-karszt, Börzsöny, Gödöllői-dombvidék, Visegrádi-hegység, Pilis, Budai-hegység, Bakony, Balaton-felvidék, Kőszegi-hegység, Vend-vidék, Zalai-dombvidék, Belső-Somogy, Zempléni-hegység, Bükk, Dunántúli-középhegység, Nyugat-Dunántúl térségeiben találhatóak állományai.
Hegy- és dombvidékek nyirkos, sziklás erdőiben, hegyi réteken nő. Parkokban, kertekben dísznövényként ültetik. Mérgező, gyógynövényként való alkalmazása nem ajánlott.
Magyarországon védett, természetvédelmi értéke 10 000 Ft.

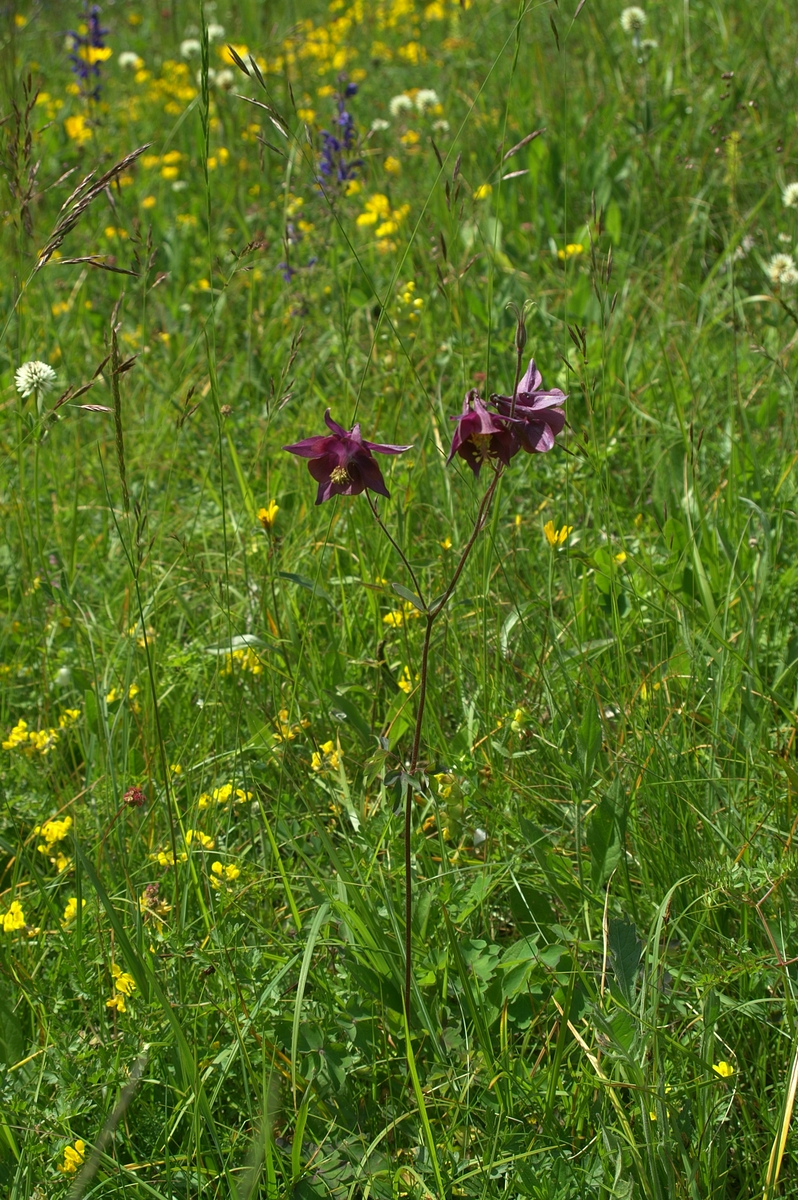
Habitusa
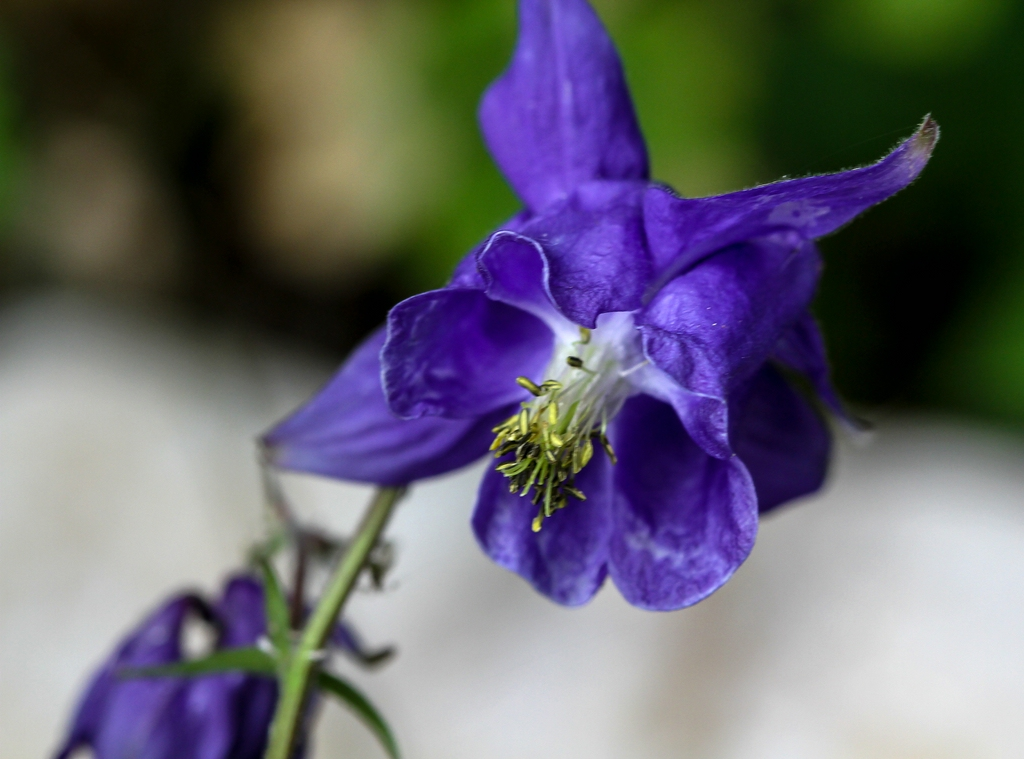
Virága közelről
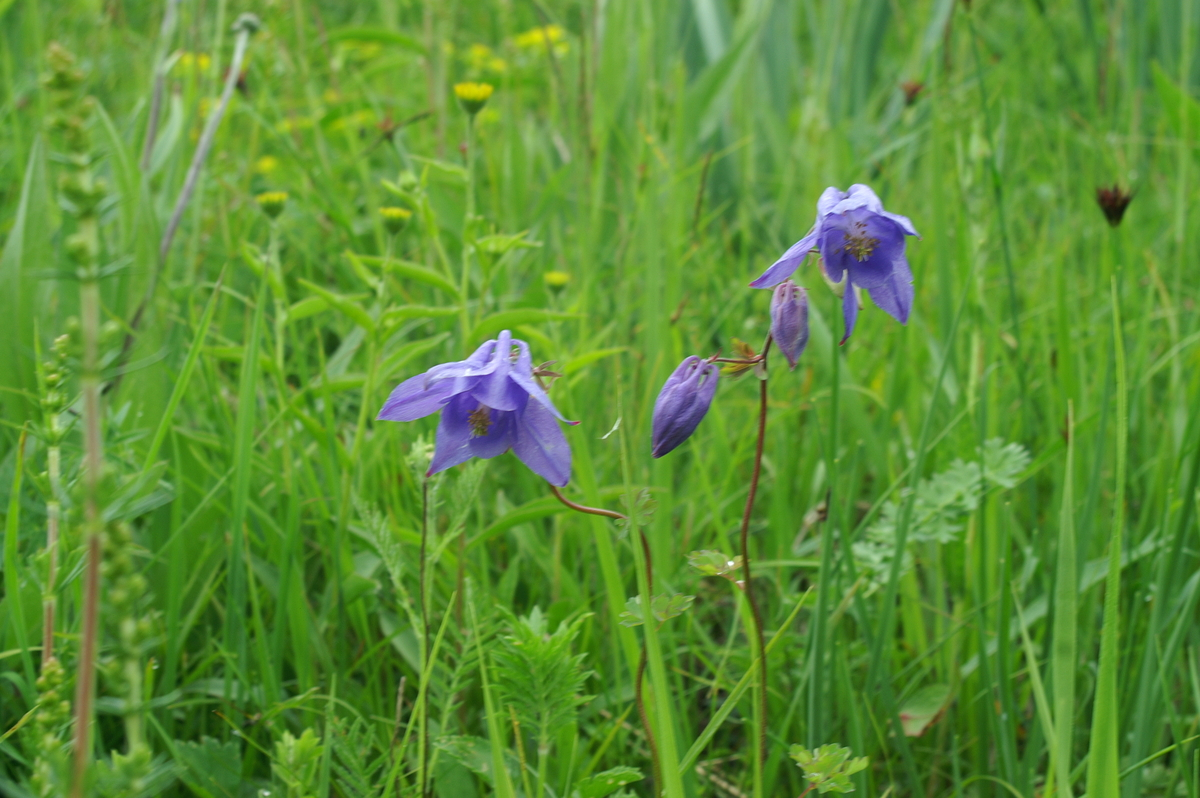
Virágzó harangláb
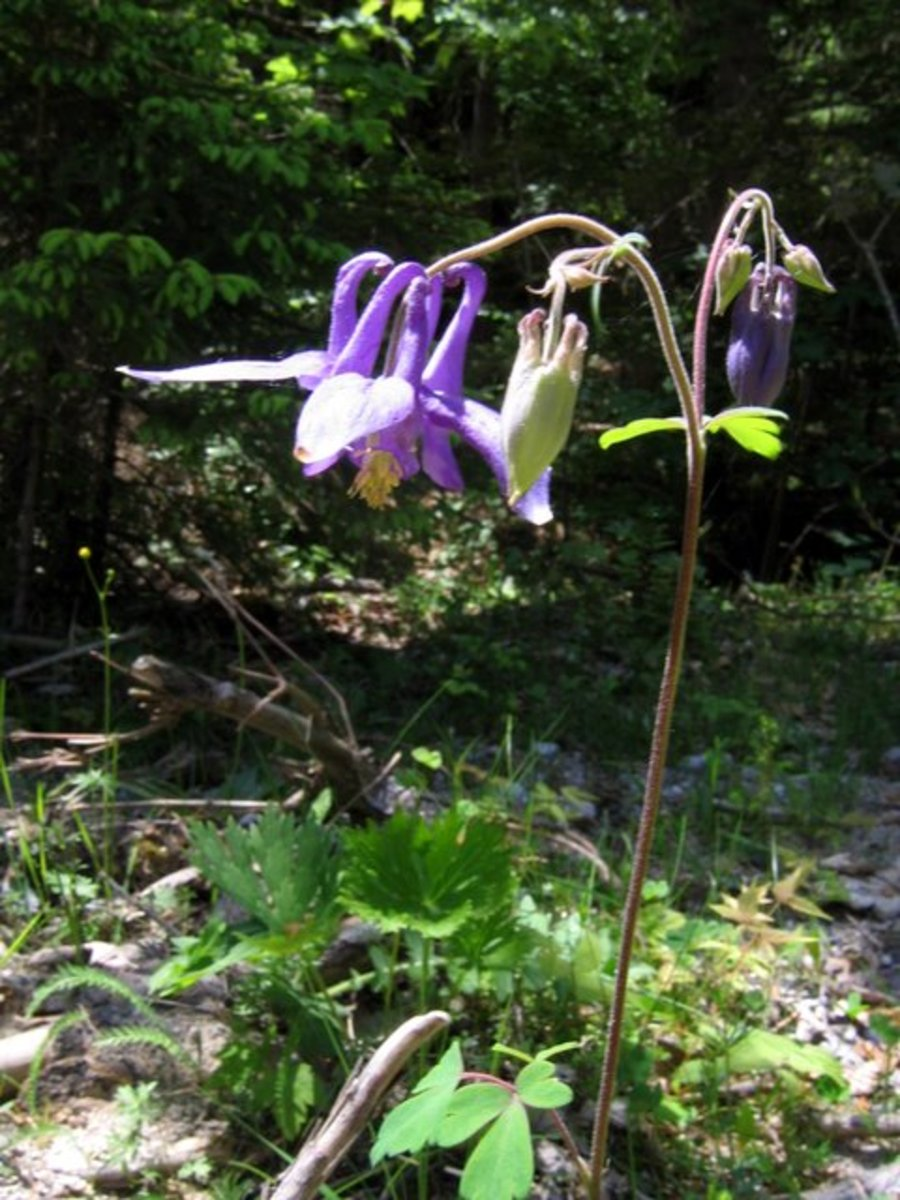